# Thelyphonus billitonensis
Thelyphonus billitonensis är en spindeldjursart som beskrevs av Speijer 1931. Thelyphonus billitonensis ingår i släktet Thelyphonus och familjen Thelyphonidae. Inga underarter finns listade i Catalogue of Life.